# گرهارد آوئر
گرهارد آوئر (انگلیسی: Gerhard Auer; ۲۹ ژوئن ۱۹۴۳ – ۲۱ سپتامبر ۲۰۱۹) قایقران روئینگ اهل آلمان بود.
وی در مسابقات کشوری و بین‌المللی در مجموع برندهٔ ۴ مدال طلا شده‌است.